# Quebrada Guanaqueros
La quebrada Guanaqueros es un curso natural de agua que nace en el cerro Guanaqueros de la Región de Antofagasta y fluye hacia el oeste hasta sumirse en la cuenca endorreica del salar Punta Negra.

## Trayecto
Es difícil determinar si pertenece a la cuenca del salar de Imilac o a la cuenca del salar Punta Negra, más aún si al parecer la primera pareciera ser tributaria de la segunda como sostiene un informe:"En los mapas topográficos y geológicos, el salar [Imilac] aparece dividido en dos partes: una en forma de rombo, al oeste, y la otra de forma muy alargada e irregular, al este. Hemos estudiado solamente la parte occidental, puesto que es la única donde hemos encontrado agua. Es también la costra mejor delimitada en el fondo de una depresión topograficamente cerrada. Su cuenca de drenaje pertenece a la Cordillera de Domeyko. Es el único salar entre los que hemos estudiado que no tiene relación con la alta Cordillera de los Andes La parte alargada, al este, se parece mucho a las costras de sales del Valle Central. En algunos estudios, se considera el salar de Imilac como un satélite del salar de Punta Negra. En realidad, al observar el mapa topográfico, se nota que Imilac es una sub-cuenca de Atacama.": II-231  Atendiendo a la incertidumbre, solo por razones prácticas consideramos esta quebrada como tributaria del salar de Punta Negra.

## Caudal y régimen
Tiene aguas de buena calidad.: 273 

## Historia
Luis Risopatrón lo describe en su Diccionario jeográfico de Chile (1924):: 373 
Guanaqueros (Quebrada de) 24° 30’ 68° 35’. Nace en las faldas W del cerro Guanaquero, corre, hacia el W abierta en la formación felsítica, con agua de buena calidad, leña i vegas numerosas estendidas en un largo de 9 kilómetros, bordeadas por dos altos cordones de cerros que las hacen abrigadas, en dirección a la parte N del salar de Punta Negra. 98, I, p. 144; i II, p. 520; 133, carta de Moraga (1916); 134; i 156; hoya en 99, p. 37 i 109; i rio en 161, II, p. 88; i quebrada de Guanaquero en 161, I, p. 125.